# Hungarian Rhapsody: Live in Budapest
Hungarian Rhapsody: Live in Budapest (Varázslat - Queen Budapesten) è un film del 1987 diretto da János Zsombolyai. È un documentario musicale ed è la registrazione contenente parte del concerto dei Queen svoltosi durante il Magic Tour, al Népstadion di Budapest il 27 luglio 1986.

## Pubblicazione
Il concerto uscì inizialmente direct-to-video nel 1987 su VHS e laserdisc, con il titolo Queen Live in Budapest, ma la riproduzione di tale VHS era accelerata, facendo suonare la musica un semitono più in alto. Il film è poi uscito nei cinema di tutto il mondo il 20 settembre 2012, restaurato e rimasterizzato in alta definizione, correggendo i difetti dell'edizione VHS ma ritagliando il film in 16:9. In Italia è uscito invece il 20 novembre, in un'unica data. Il 5 novembre 2012 il film è stato distribuito in DVD e Blu-ray in 5 diverse edizioni:
- DVD, standard edition: comprendente solo il DVD contenente il film.
- DVD, deluxe edition: comprendente il DVD del film e il doppio CD contenente la registrazione audio integrale del concerto, rimasterizzata in digitale
- Bluray, standard edition: comprendente solo il Bluray contenente il film.
- Bluray, deluxe edition: comprendente il Bluray del film e il doppio CD contenente la registrazione audio integrale del concerto, rimasterizzata in digitale
- digital download: solo per la registrazione audio del concerto.

I brani Another One Bites the Dust, Impromptu (qui intitolata Looks Like It's Gonna Be A Good Night), (You're So Square) Baby I Don't Care e Hello Mary Lou (Goodbye Heart), effettivamente eseguiti in quella serata sono stati inclusi unicamente nella versione CD e download digitale

## Trama
Era la prima volta che la band suonava in un paese dell'est europeo, cantando anche un brano locale: Tavaszi Szel Vizet Araszt. La scaletta delle canzoni suonate è la stessa del Magic Tour. È presente anche una cover di Tutti Frutti, abitualmente suonata dalla band in tutti i concerti della tournée. Durante il film vengono mostrati anche 4 brevi filmati di qualche minuto riguardanti ciascuno un membro della band.
- Tra a Kind of Magic e l'improvvisazione vocale si vede un video di Freddie che arriva a Budapest in barca insieme agli altri membri della band e poi si reca insieme all'amica Mary Austin, con la quale ebbe una relazione tra il 1970 e il 1976[4] in un negozio di quadri, in cui vuole fare acquisti. Subito dopo si vede il frontman della band alle prove sul palco bere un alcolico del luogo (che per lui sembra essere molto forte) e provare la sua improvvisazione vocale e il brano locale Tavaszi Szel Vizet Araszt che eseguirà al concerto, sempre di fronte all'amica.
- Durante Brighton Rock viene mostrato un brevissimo filmato di Brian May che prima rilascia autografi in un parco, poi lo si rivede in un locale ed infine si prepara ad un giro in mongolfiera, che, alla fine del filmato, porta a termine.
- Al termine di Tutti Frutti, si vede uno spezzone riguardante John Deacon che passeggia in una via della città e si ferma prima al tavolo di un bar con alcuni turisti, presentandosi, e scherzando con loro dicendo che si tratta di una "Candid camera", e poi a chiacchierare con una bambina.
- Al termine di Crazy Little Thing Called Love viene passato un breve filmato riguardante Roger Taylor che gareggia ai Go-kart.

## Tracce

### Edizione standard (DVD e Bluray)
1. One Vision
2. Tie Your Mother Down
3. In The Lap of the Gods
4. Seven Seas of Rhye
5. Tear It Up (con introduzione dei traccia Liar)
6. A Kind of Magic
7. Under Pressure
8. Who Wants to Live Forever
9. I Want to Break Free
10. Guitar Solo (Brighton Rock)
11. Now I'm Here
12. Love of My Life
13. Tavaszi Szel Vizet Araszt
14. Is This the World We Created... ?
15. Tutti Frutti
16. Bohemian Rhapsody
17. Hammer to Fall
18. Crazy Little Thing Called Love
19. Radio Ga Ga
20. We Will Rock You
21. Friends Will Be Friends
22. We Are the Champions
23. God Save the Queen

Durata: 90 minuti c.ca
contenuti bonus: A Magic Year (documentario): 25 minuti c.ca

### Edizione Deluxe
- Disco 1 (DVD o Bluray: contenente il film)
- Dischi 2 e 3 (CD: "The Original 1986 Concert")

CD 1
1. One Vision - 5:36
2. Tie Your Mother Down - 4:41
3. In The Lap Of The Gods... Revisited - 2:17
4. Seven Seas Of Rhye - 1:41
5. Tear It Up - 1:47
6. A Kind Of Magic - 8:21
7. Under Pressure - 3:50
8. Another One Bites The Dust - 4:57
9. Who Wants To Live Forever - 3:59
10. I Want To Break Free - 3:33
11. Looks Like It's Gonna Be A Good Night (Impromptu) - 3:38
12. Guitar Solo (Brighton Rock) - 7:24
13. Now I'm Here - 5:59

CD 2
1. Love Of My Life - 4:36
2. Tavaszi Szel Vizet Araszt - 2:16
3. Is This The World We Created…? - 2:32
4. (You're So Square) Baby I Don't Care - 1:28
5. Hello Mary Lou (Goodbye Heart) - 2:24
6. Tutti Frutti - 3:36
7. Bohemian Rhapsody - 5:30
8. Hammer To Fall - 5:07
9. Crazy Little Thing Called Love - 4:53
10. Radio Ga Ga - 6:12
11. We Will Rock You - 3:02
12. Friends Will Be Friends - 2:01
13. We Are The Champions - 3:52
14. God Save The Queen - 1:21